# Karl Jatho
Karl Jatho (3 febbraio 1873 – 8 dicembre 1933) è stato un inventore tedesco, pioniere dell'aeronautica.

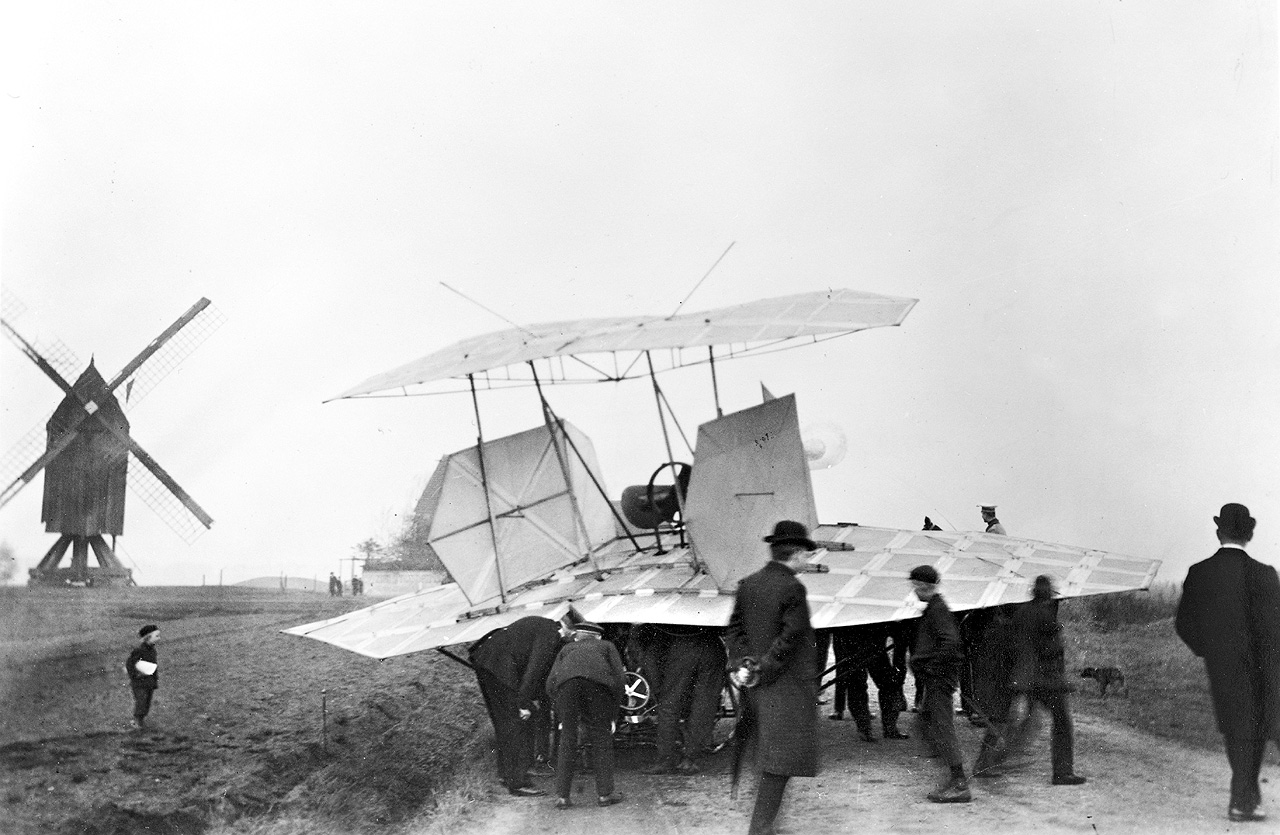
Il biplano di Jatho a Vahrenwalder Heide nel 1907

Tra l'agosto e il novembre del 1903, Jatho fece dei "balzi" progressivamente sempre più lunghi ai comandi del suo triplano (successivamente da lui modificato in biplano) con elica a spinta, in un campo situato a Vahrenwalder Heide poco fuori della città di Hannover. 
Il suo primo "volo", fu di solo 18 metri a circa 1 metro di altezza, e non venne verificato. 
Jatho successivamente rinunciò ad ulteriori tentativi, notando che "... malgrado molti sforzi, non riesco a fare voli più lunghi o più in alto: Il motore è poco potente ..." 
Con il velivolo modificato, Jatho avrebbe fatto nel novembre del 1903 un volo di 60 metri a 3 o 4 metri d'altezza, un mese prima dei Fratelli Wright.